# Synomelix signatipes
Synomelix signatipes là một loài tò vò trong họ Ichneumonidae.